# Elektrokosovo
Elektrokosovo je název pro bývalou oblastní (pokrajinskou) společnost, která provozovala energetickou síť na území Autonomní oblasti Kosovo do rozpadu Jugoslávie. V Prištině, kde sídlila, měla svoji budovu, která patřila k mála reprezentativním objektům regionální metropole. 
Společnost působila v rámci srbského národního výrobce energie Elektroprivreda Srbije až do vyhlášení nezávislosti Kosova v roce 2008. Měla i řadu dalších společností.

## Ostatní činnost
Elektrokosovo rovněž provozovalo i vlastní sportovní týmy. Ve městě Brezovica také provozovala vlastní hotel.